# Schlangenöl

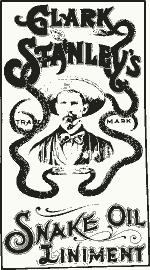
Alte Werbung für Snake Oil

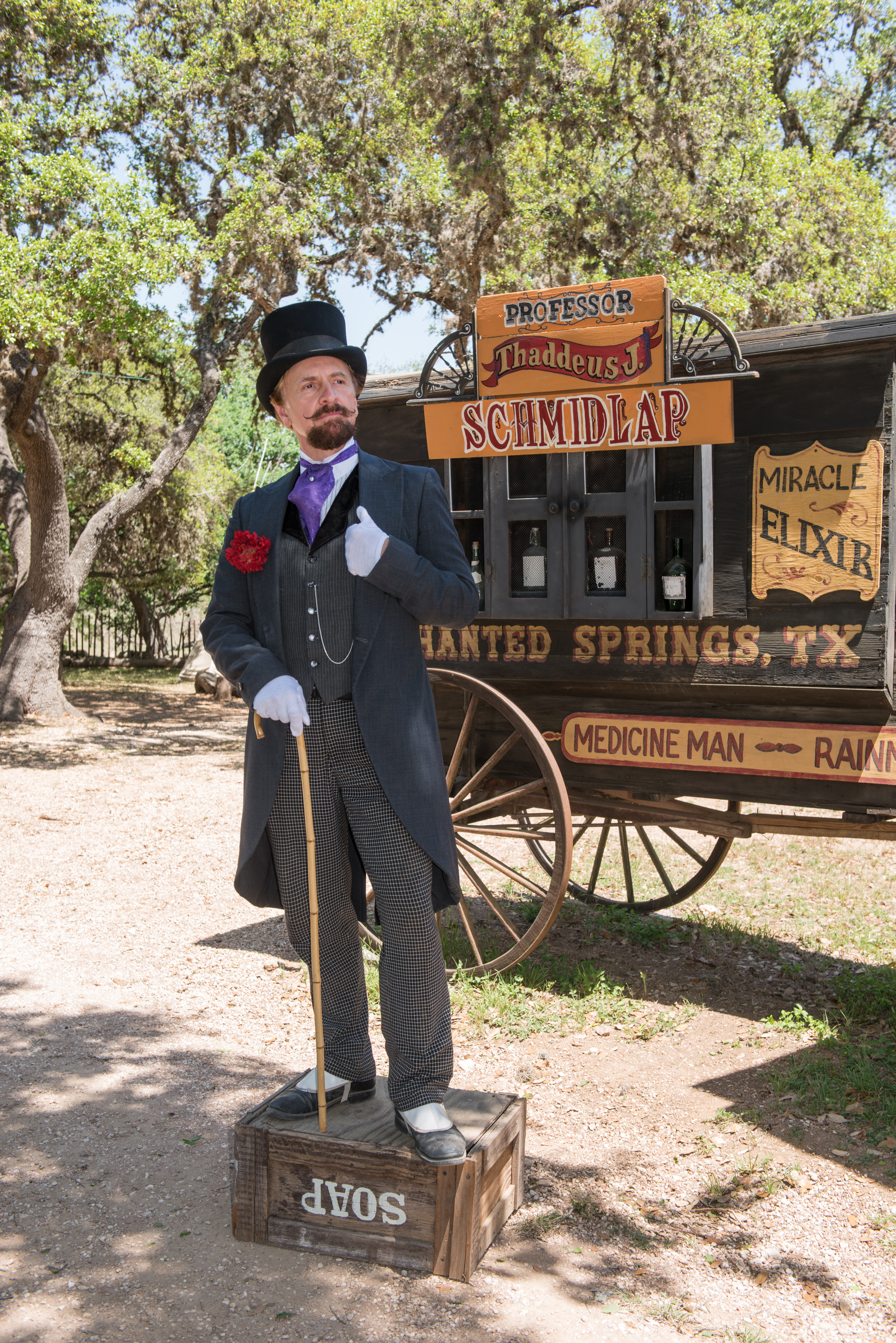
Der Darsteller Ross Nelson als der Schlangenölverkäufer Professor Thaddeus Schmidlap

Schlangenöl (aus dem Englischen snake oil) ist die spöttische Bezeichnung für ein Produkt, das wenig oder keine echte Funktion hat, aber als Wundermittel zur Lösung vieler Probleme vermarktet wird.
Der Ausdruck Schlangenöl entstammt dem Alltag des amerikanischen Wilden Westens, als selbsternannte Wunderheiler und Kurpfuscher im 19. Jahrhundert auf Medicine Shows Schlangenöl als Heilmittel für Gebrechen aller Art verkauften. Im angloamerikanischen Sprachraum wird der Begriff snake oil heute hauptsächlich als Synonym für Quacksalber-Produkte verwendet. Die Eindeutschung zu Schlangenöl wurde erst für die übertragene Verwendung bezüglich zweifelhafter Softwareprodukte gängig.
Schlangenöl-Software findet man häufig in Softwarebereichen, deren technischer Hintergrund für Laien nur schwer verständlich ist oder viel Einarbeitung erfordert. Hier finden windige Geschäftemacher leicht Kunden, indem sie ihr Produkt mit vielen wichtig klingenden, aber nichtssagenden technischen Begriffen bewerben. Die meisten Beispiele für Schlangenölsoftware stammen daher aus den Bereichen der Kryptographie, der Netzwerksicherheit oder der Performancesteigerung.
Insbesondere die Hersteller von Antivirenprogrammen werden von IT-Sicherheitsexperten häufig kritisiert, da deren Software nicht die Kunden schütze, sondern diese noch mehr Gefahren aussetze. Dadurch, dass solche Programme meist mit erweiterten Rechten laufen und Systemzugriffe für andere Programme unsichtbar umlenken, seien Sicherheitslücken in Antivirenprogrammen besonders kritisch.
Zum heutigen Verständnis gehört, dass es sich bei „Schlangenöl“-Angeboten um einen Schwindel handelt. Die Meinungen hierüber gehen auseinander, denn der Anbieter, der an die Wirksamkeit seines Produktes glaubt – obwohl diese bzw. die Funktionsweise des Produkts wissenschaftlich-rational nicht nachvollziehbar ist, wird nicht von „Schlangenöl“ sprechen. Kritiker können jedoch zum Beispiel Anbieter von homöopathischen Präparaten, Orgonmaschinen oder Erdstrahlenentstörgeräten als „Schlangenölverkäufer“ bezeichnen. Mit diesem Ausdruck attributierte der deutsch-britische Mediziner und Erforscher von Alternativmedizin Edzard Ernst 2011 in Großbritannien den damaligen Prinz Charles, weil dieser einen staatlichen Bericht zum Potenzial der Alternativmedizin in Auftrag gegeben hatte, der nach Ansicht Ernsts zu einseitig für die Homöopathie Stellung bezieht. Der Vergleich mit „Schlangenöl“ soll die Heilsversprechen alternativmedizinischer Produkte kritisieren.

## Beispiele
Das Unternehmen Syncronys Softcorp verkaufte 1995 ein Produkt namens SoftRAM 95, das laut Werbeaussagen durch Kompression den unter Windows verwendbaren Arbeitsspeicher verdoppeln und zusätzlich das Computersystem immens beschleunigen sollte. Die Zeitschrift c’t stellte durch Disassemblieren des Programms fest, dass es aus der Luft gegriffene Statistiken anzeigte und ansonsten keine weiteren Funktionen erfüllte.
Im April 2014 wurde bekannt, dass eines der beliebtesten Antivirenprogramme – Virus Shield von Deviant Solutions – für Android absolut nutzlos war. Das einzige, was es konnte, war ein Icon beim Antippen zu ändern. Trotzdem war Virus Shield tausendfach installiert worden und stand sogar an der Spitze der Bezahlapps bei Google Play. Google erstattete anschließend allen Käufern den Kaufpreis und entschuldigte sich bei den Kunden.
Speziell im chinesischen Markt werden Energiespargeräte angeboten (englisch power savers), die an die Steckdose angesteckt werden. Sie sollen angeblich den Energieverbrauch senken. Im Innern befinden sich üblicherweise ein kleiner Kondensator und eine minimale Elektronik für den Strom der LED. Ein Universitätstest konnte keine Wirksamkeit nachweisen.